# 郵便法
郵便法（ゆうびんほう、昭和22年法律第165号）は、郵便の役務をなるべく安い料金で、あまねく、公平に提供することに関する法律である。
主務官庁は、総務省情報流通行政局郵政行政部郵便課である。

## 構成
- 第1章　総則（第1条―第11条）
- 第2章　郵便の役務
  - 第1節　郵便物（第12条―第27条）
  - 第2節　郵便に関する料金の支払（第28条―第30条）
  - 第3節　郵便物の取扱い（第31条―第43条）
  - 第4節　郵便物の特殊取扱（第44条―第49条）
  - 第5節　損害賠償（第50条―第57条）
- 第3章　郵便認証司（第58条―第66条）
- 第4章　雑則（第67条―第75条）
- 第5章　罰則（第76条―第92条）
- 附則

## 現行法と前史

### 前史
1871年（明治4年）より日本でも近代郵便事業が始まったが、1890年の大日本帝国憲法施行・帝国議会成立より前であったため、国営郵便事業については当初、太政官布告を根拠とした。
1. 1871年、政府が郵便事業を開始する旨の太政官布告
2. 1873年太政官布告97号・1873年制定された郵便規則により郵便事業官営と全国均一料金制を採用｡（後に、郵便条例(1882年)などに整理される）
3. 1877年の万国郵便連合加盟から、法規が整備される(個別にそれぞれの案件に対応)。
4. 1900年、(旧)郵便法（明治33年法律第54号）が、制定された。
内容は、郵便条例、小包郵便法(明治25年法律第2号） 、郵便聯合国郵便切手類保護法、などを廃止統合整理する形で、

- 信書の秘密を侵した者の罰則「信書ノ秘密ヲ侵シタル者ハ・・・一年以下ノ重禁錮・・・二十円以下ノ罰金ニ処ス」
- 信書の送達の独占「何人ト雖（イヘドモ）信書ノ送達ヲ営業ト為スコトヲ得ス」
- 郵便サービスの種類や料金を法定－通常郵便物：第一種（書状）三銭、第二種（葉書）一.五銭、第三種（定期刊行物）〇.五－一銭、第四種（書籍）二銭、第五種（農産物種子）一銭
- （今日の）郵便記号を、郵便徽章として、法定。

等である。
- （旧）郵便法は1900年制定後10回の改正を経て、1947年：現行郵便法の制定に伴い廃止された。[4][6]

### 現行法の沿革

#### （新）郵便法
旧郵便法を所轄していた、逓信省は、戦時体制の運輸通信省を経て、1946年、逓信省に戻った。
戦後民主化の流れの中で、逓信省が大東亜戦争中の信書・通信の検閲を許容した事は問題視され、旧電信法と、放送も所轄していた無線電信法、(旧)郵便法は新法に改正され、1947年(新)郵便法(上掲・現行法)が制定された。新法に拠って、郵政三事業は五現業の一つとなり、逓信省が行っていた電話・電報を引き継ぐ電電公社（現・NTTグループ）と、運輸省（旧・鉄道省）の官設鉄道を引き継ぐ日本国有鉄道（現・JRグループ）・大蔵省（現・財務省）専売局を公共企業体化した日本専売公社（現・JT）等と並んで三公社五現業となった。1949年には郵政省と電気通信省が分離。さらに1950年（昭和25年）、電波・放送部門が電波監理委員会として独立した。
郵便法の内容は、信書の送達の独占、検閲の禁止、郵便の業務に従事する者が知り得た秘密を保持する義務（いわゆる守秘義務）、万人に公平なサービスの提供、郵便物の定義、特殊扱いの定義、郵便物に対する損失補償と損害賠償、の他、日本国憲法の精神および万国郵便連合の国際的標準に沿ったものに成っている。

#### 現在の郵便法
現行郵便法は制定後、郵便法事件で違憲判決が出た郵便物の損害賠償責任に対する郵便法による一方的免責の改正が行われ、2001年以降は、中央省庁再編に伴う郵政省分割に伴い、新たに発足した総務省所管となった。
郵政改革に伴い、内容証明郵便の実施に必要となった郵便認証司の資格制度を設けた上、信書便での郵便物の集配送達「ユニバーサルサービス」として日本郵便株式会社に義務を課している事を定めているが、信書を含む集配送達の事業への、他社・民間企業の参入は妨げていない。
法律改正により、ゆうメール（民間では「メール便」）・ゆうパック（民間では「宅配便」）は、貨物自動車運送事業法に移管され、民間企業でも配送可能であり、この分野においては、日本郵便は何の優越性・保護もされておらず、競合他社との競争に晒されている。
郵政民営化については、郵政民営化法、郵政民営化を参照のこと。